# Diploderma brevipes
Diploderma brevipes är en ödleart som beskrevs av  J. Linsley Gressitt 1936. Diploderma brevipes ingår i släktet Diploderma och familjen agamer. Inga underarter finns listade i Catalogue of Life. Artepitet i det vetenskapliga namnet är sammansatt av de latinska orden brevis (kort) och pes (fot).
Arten förekommer endemisk på Taiwan. Honor lägger ägg. Denna ödla lever i bergstrakter mellan 1100 och 2200 meter över havet. Exemplaren hittas ofta vid skogarnas kanter.
Beståndet hotas av landskapsförändringar. I återskapade skogar ersätts arten vanligen av Japalura swinhonis. IUCN listar Diploderma brevipes som sårbar (VU).